# Hino Motors
Hino Motors, Ltd. (日野自動車株式会社, Hino Jidōsha), thường được gọi đơn giản là Hino, là công ty sản xuất, kinh doanh xe tải, xe buýt và các loại xe động cơ diesel khác có trụ sở đặt tại Hino-shi, Tokyo, Nhật Bản. Hino Motors là công ty con của Toyota Motor Corporation, có lịch sử kinh doanh lâu dài ở châu Á và là một trong 16 công ty lớn của Toyota Group.
Ở Việt Nam, Công ty Liên doanh TNHH Hino Motors Việt Nam là nhà sản xuất xe tải được thành lập tháng 6 năm 1996 trên cơ sở  liên doanh giữa Tập đoàn Hino Motors Nhật Bản, Tổng công ty Công nghiệp Ô tô Việt Nam và Tập đoàn Sumitomo Nhật Bản. Trụ sở chính của công ty đặt tại Phường Hoàng Liệt, Quận Hoàng Mai, Hà Nội.
Hiện tại Hino Motors Việt Nam có tất cả 22 đại lý chính thức tại Việt Nam trải đều trên khắp đất nước.